# 漢弗萊斯縣 (田納西州)
漢弗萊斯县（英語：Humphreys County）是美國田納西州中西部的一個縣。面積1,442平方公里。根据美國2000年人口普查，共有人口17,929人。縣治韋弗利（Waverly）。
成立於1809年10月19日。縣名紀念州長帕里·W·漢弗萊斯 （Parry Wayne Humphreys）。